# 꽃보다 누나
《꽃보다 누나》는 2013년 11월 29일부터 2014년 1월 17일까지 tvN에서 방영된 해외 배낭 여행기를 담은 리얼 버라이어티 텔레비전 프로그램이다.

## 방송 정보
| 방송채널 | 방송 기간                          | 방송 시간                              | 비고 |
| -------- | ---------------------------------- | -------------------------------------- | ---- |
| tvN      | 2013년 11월 29일 ~ 2014년 1월 17일 | 금요일 오후 10시 00분 ~ 오후 11시 30분 |      |

## 출연자
- 윤여정
- 故김자옥
- 김희애
- 이미연
- 이승기

## 방송 내용
| 회차 | 방송일           | 여행지                                                  | 세부 여행지                                                                              |
| ---- | ---------------- | ------------------------------------------------------- | ---------------------------------------------------------------------------------------- |
| 1회  | 2013년 11월 29일 | 크로아티아 7박 8일 (2013년 10월 31일 ~ 2013년 11월 8일) | 첫째 날, 터키 이스탄불 아타튀르크 국제공항, 아야소피아 박물관, 예레바탄 지하궁전, 골든혼 |
| 2회  | 2013년 12월 6일  | 크로아티아 7박 8일 (2013년 10월 31일 ~ 2013년 11월 8일) | 첫째 날, 터키 이스탄불 아타튀르크 국제공항, 아야소피아 박물관, 예레바탄 지하궁전, 골든혼 |
| 3회  | 2013년 12월 13일 | 크로아티아 7박 8일 (2013년 10월 31일 ~ 2013년 11월 8일) | 둘째 날, 터키 이스탄불 톱카프 궁전, 블루 모스크, 크로아티아 자그레브                     |
| 4회  | 2013년 12월 20일 | 크로아티아 7박 8일 (2013년 10월 31일 ~ 2013년 11월 8일) | 셋째 날, 크로아티아 자그레브 돌라체 시장, 반 옐라치치 광장, 자그레브 대성당              |
| 5회  | 2013년 12월 27일 | 크로아티아 7박 8일 (2013년 10월 31일 ~ 2013년 11월 8일) | 넷째 날, 크로아티아 자그레브, 라스토케(슬룬), 플리트비체, 스플리트                       |
| 6회  | 2014년 1월 3일   | 크로아티아 7박 8일 (2013년 10월 31일 ~ 2013년 11월 8일) | 다섯째 날, 크로아티아 스플리트 디오클레티안 궁전                                         |
| 6회  | 2014년 1월 3일   | 크로아티아 7박 8일 (2013년 10월 31일 ~ 2013년 11월 8일) | 여섯째 날, 크로아티아 두브로브니크                                                       |
| 7회  | 2014년 1월 10일  | 크로아티아 7박 8일 (2013년 10월 31일 ~ 2013년 11월 8일) | 일곱째 날, 크로아티아 두브로브니크 성모승천 대성당, 부자카페                             |
| 7회  | 2014년 1월 10일  | 크로아티아 7박 8일 (2013년 10월 31일 ~ 2013년 11월 8일) | 마지막 날, 크로아티아 두브로브니크                                                       |
| 8회  | 2014년 1월 17일  | 크로아티아 7박 8일 (2013년 10월 31일 ~ 2013년 11월 8일) | 크로아티아편 미방영분 : 터키 이스탄불 갈라타 다리, 두브로브니크 스르지산 전망대          |

## 시청률

### 2013년
| 회차          | 방송일자         | AGB 시청률     | AGB 시청률 |
| 회차          | 방송일자         | 대한민국(전국) |            |
| ------------- | ---------------- | -------------- | ---------- |
| 제1회         | 2013년 11월 29일 | 10.5%          |            |
| 제2회         | 2013년 12월 6일  | 9.8%           |            |
| 제3회         | 2013년 12월 13일 | 10.3%          |            |
| 제4회         | 2013년 12월 20일 | 7.6%           |            |
| 제5회         | 2013년 12월 27일 | 7.6%           |            |
| 제6회         | 2014년 1월 3일   | 7.0%           |            |
| 제7회         | 2014년 1월 10일  | 6.2%           |            |
| 제8회(감독판) | 2014년 1월 17일  | 7.5%           |            |

- AGB닐슨 미디어 리서치에서 공개한 표와 포털 사이트 기사 내용을 바탕으로 작성한 시청률이다. 빨간색 글씨는 최고 시청률, 파란색 글씨는 최저 시청률을 나타낸다.

## 같이 보기
- 꽃보다 할배
- 좌충우돌 만국유람기 (부산MBC)
- 아빠! 어디가?
- 1박 2일
- 맨발의 친구들
- 마마도
- 나 혼자 산다
- 정글의 법칙
- 마녀사냥
- 꽃보다 청춘